# Карактер, Деррик
Деррик Карактер (англ. Derrick Caracter; род. 4 мая 1988, Фэнвуд, штат Нью-Джерси) — американский профессиональный баскетболист. Играет на позициях тяжёлого форварда и центрового. В школьные годы Карактер считался баскетбольным дарованием, но ранняя слава помешала ему раскрыть свой потенциал. Он играл за команды трёх старших школ (Сент-Патрик и Скотч-Плэйнс в Нью-Джерси, а также Нотр-Дам в Массачусетсе), после чего поступил в Луисвиллский университет. Проведя два ничем не примечательных года в Луисвилле, Карактер перевёлся в Техасский университет в Эль-Пасо, где в единственном спортивном сезоне продемонстрировал достаточно высокий уровень.
Карактер был выбран под общим 58-м номером на драфте НБА 2010 года клубом «Лос-Анджелес Лейкерс». Он провёл в НБА 41 игру, так и не сумев закрепиться в составе команды, и в феврале 2012 года был отчислен из «Лейкерс». В дальнейшем Карактер часто менял клубы и выступал в Лиге развития НБА, а также в чемпионатах Пуэрто-Рико, Израиля, Китая, Литвы, Бразилии, Тайваня, Уругвая, Филиппин, Словакии и Аргентины.

## Ранние годы
С самого рождения Деррик отличался большими габаритами и быстро рос. По воспоминаниям матери, ходить он начал в восемь месяцев, а в два года уже катался на двухколёсном велосипеде. В ранние годы Карактер занимался борьбой, в восемь лет стал чемпионом штата в своей возрастной группе. Он сильно опережал сверстников в физическом развитии, поэтому его матери приходилось регулярно предъявлять на спортивных соревнованиях свидетельство о рождении сына, чтобы доказать его возраст.
Впервые внимание баскетбольных тренеров Карактер привлёк в 12 лет. Благодаря значительному превосходству в росте и силе он доминировал на баскетбольной площадке во время учёбы в средней школе Террилл, где в среднем за игру набирал 28 очков и делал 15 подборов. Журналисты придумали Карактеру, чей рост уже в 14 лет достиг отметки в 206 см, прозвища «Чудо-мальчик» и «Мужчина-ребёнок», а также окрестили следующим Шаком. Ещё до того, как перейти в старшую школу, Карактер получил приглашение в тренировочный лагерь Nike, где крайне редко оказываются баскетболисты столь юного возраста. Там он переигрывал не только сверстников, но и соперников, которые были на три года его старше.
В 2002 году Карактер поступил в известную своей сильной баскетбольной программой старшую школу Сент-Патрик в городе Элизабет, недалеко от его родного Фэнвуда. Демонстрируя высокий уровень на игровой площадке, он в то же время отличался неудовлетворительным поведением вне её. За регулярные проступки, такие как нарушение правила по ношению школьной формы, опоздания и плохое поведение в классе, он был отстранён от учёбы в Сент-Патрик и перевёлся в школу Скотч-Плэйнс.
По воспоминаниям тренера школьной баскетбольной команды Дэна Догерти, Карактер уже в юном возрасте считал себя спортивной звездой, отличался высокомерием и открыто демонстрировал нежелание учиться. Через год Карактер вернулся в школу Сент-Патрик и провёл лучший в своей школьной карьере сезон, играя под руководством тренера Кевина Бойла, который занимался с ним с четвёртого класса. Перед началом последнего года учёбы в старшей школе Карактер называли в четвёрке сильнейших тяжёлых форвардов среди выпускников 2006 года.
Последний год обучения Карактер решил проводить в подготовительной школе Нотр-Дам в Массачусетсе, куда ему посоветовал поступить ассистент тренера в Луисвиллском университете Стив Масиелло. Эта школа специализировалась на подготовке баскетболистов с плохими оценками к поступлению в университеты. Карактеру удалось подтянуть академическую успеваемость для получения спортивной стипендии, но в баскетбольном плане он регрессировал. Получая меньше игрового времени и набрав лишний вес, он конфликтовал с тренером Биллом Бартоном, который считал молодого игрока ленивым и безответственным.

## Колледж
Окончив школу в 2006 году, Карактер поступил в Луисвиллский университет. Выбор был обусловлен влиянием на него Эдди Лау, возлюбленного тёти Деррика, который имел связи в баскетбольных кругах и дружил с Масиелло. Когда Карактер прибыл на сбор университетской баскетбольной команды «Луисвилл Кардиналс», он весил более 140 кг. Тренер Рик Питино отказался допустить новичка к тренировкам, пока тот не сбросит вес до 120 кг. Первые два сезона в студенческом баскетболе для Карактера оказались полны разочарований. Он ничем не выделялся на баскетбольной площадке, зато отличался плохой дисциплиной и вскоре лишился своего статуса перспективного игрока. В то же время Карактеру приходилось очень много работать на тренировках. Он вспоминал, что в Луисвилле ему приходилось полчаса проводить в сауне, затем полчаса в парилке, после этого работать 45 минут на разминке и, наконец, участвовать в трёхчасовой командной тренировке.
Весной 2008 года Карактер выставил свою кандидатуру на драфт НБА, но быстро оценил свои невысокие перспективы и отозвал заявку. Он пытался продолжить выступления за «Луисвилл Кардиналс», но из-за низкого среднего балла тренер Питино вынужден был исключить Деррика из команды. Питино посоветовал Карактеру перевестись в другой университет или провести год без баскетбола, сфокусировавшись на учёбе, повысить оценки и вернуться в команду. Позднее Деррик говорил, что все предыдущие решения в его карьере принимал кто-то другой, в этот раз делать выбор должен был он сам.
Осенью 2008 года Карактер пропал из поля зрения американских СМИ. Проведя полгода в раздумьях над своим будущим, он планировал поступать в Университет штата в Лонг-Бич, но получил более выгодное предложение из Техасского университета в Эль-Пасо. Год Карактеру пришлось провести вне баскетбола, работая над своей успеваемостью. Во второй половине сезона 2009/2010 он наконец получил разрешение выступать за университетскую команду «УТЭП Майнерс». Хотя вес Деррика вновь превысил 140 кг, он неплохо проявил себя в новой команде, набирая 14,1 очка и 8,1 подбора в среднем за игру. «Майнерс» приняли участие в турнире NCAA, но уже в первом раунде уступили команде Университета Батлера.

## Профессиональная карьера

### Карьера в НБА
Готовясь к драфту НБА 2010 года, Карактер занимался в IMG Academy во Флориде и смог сбросить 14 кг. Эти приготовления позволили ему попасть в список кандидатов, приглашённых на просмотр в ежегодный преддрафтовый лагерь НБА. 24 июня 2010 года Карактер был выбран во втором раунде под общим 58-м номером (третьим с конца) клубом «Лос-Анджелес Лейкерс». В матчах Летней лиги НБА Карактер наигрывался как на позиции тяжёлого форварда, так и центрового. Он неплохо проявил себя, сделав три дабл-дабла в первых трёх играх, а в среднем в матчах лиги набирал 15,4 очка, 8,6 подбора и 1,4 блок-шота. В очном противостоянии он переиграл выбранного под седьмым номером Грега Монро и достойно смотрелся против выбранного под пятым номером Демаркуса Казинса. Тренеры «Лейкерс» остались довольны игрой своего новичка, который активно брал на себя игру и даже был удостоен сравнения с Гленом Дэвисом времён «Бостон Селтикс».
13 августа 2010 года Карактер подписал двухлетний контракт с «Лейкерс». В первом сезоне его зарплата соответствовала утверждённому ассоциацией минимуму — 473,6 тыс. долларов. Лишь 250 тысяч из этой суммы были гарантированы, для получения оставшейся суммы Карактер обязан был поддерживать свой вес в пределах 125 кг. Подписание контракта на второй сезон было прерогативой команды, зарплата игрока в этом случае составляла 788 тыс. долларов. В дебютном сезоне Карактер провёл 41 игру за «Лейкерс», набирая в среднем 2 очка и делая 1,1 подбора за 5,2 минуты игрового времени. Дважды в течение сезона его отправляли в клуб Лиги развития «Бейкерсфилд Джэм». К играм серии плей-офф тренеры «Лейкерс» новичка привлекать не стали.
В своём втором сезоне в НБА Карактер, не проведя ни одной игры, серьёзно травмировал левое колено. Травма потребовала операции и времени на восстановление. После лечения Карактер был отправлен в клуб Лиги развития «Лос-Анджелес Ди-Фендерс», в котором хорошо проявил себя, набирая в среднем 15,5 очка, 7,5 подбора за четыре игры. Однако вернуться в состав «Лейкерс» ему не удалось. 7 февраля 2012 года, за три дня до того, как его негарантированный контракт стал бы гарантированным, Карактер был отчислен из команды.

### После НБА
После расторжения контракта с «Лейкерс» Карактер до конца сезона 2011/2012 успел поиграть за клубы Лиги развития «Рио-Гранде Вэлли Вайперс» и «Айдахо Стэмпид», в апреле переехал в Пуэрто-Рико, подписав контракт с местным клубом «Метс-де-Гуйнабо», за который сыграл пять матчей. Карактер рассчитывал летом 2012 года попытаться вернуться в НБА. В июле он присоединился к клубу «Атланта Хокс» в Летней лиге, но по её итогам в состав команды не попал.
В октябре 2012 года, так и не дождавшись предложений из НБА, Карактер отправился в Китай и присоединился к клубу «Гуандун Саузерн Тайгерс». Приняв участие всего в одной предсезонной игре за китайский клуб, в которой набрал 6 очков и 7 подборов, Карактер уже в ноябре покинул команду. Причинами расторжения контракта назывались попытка Карактера симулировать травму, отказ от тренировок и непрофессиональное поведение. После расторжения контракта он через баскетбольный арбитражный суд в Женеве отсудил у китайского клуба 180 тыс. долларов.
В начале декабря 2012 года Карактер подписал контракт до конца сезона 2012/2013 с израильским клубом «Бней Герцлия». Он провёл полноценный сезон в чемпионате Израиля, сыграв 20 матчей, в которых в среднем набирал 12,2 очка, 7,4 подбора и 1,2 передачи. В мае 2013 года Карактер перешёл в китайский клуб «Сычуань Блу Уэйлс», за который выступал в мае и июне. Он помог команде выиграть Национальную баскетбольную лигу (вторую по значимости профессиональную баскетбольную лигу КНР), хотя покинул Китай до того, как клуб выиграл чемпионский титул. В 2014 году Карактер вновь обратился в арбитраж, указав на неполные выплаты китайской стороной зарплаты и премиальных по его контракту.
26 августа 2013 года Карактер подписал контракт с польским клубом «Шлёнск». Через несколько дней детальное медицинское обследование выявило у него незалеченные травмы правового плеча и правого колена. Уже 4 сентября клуб принял решение расстаться с американцем, который не сыграл в Польше ни одного матча. В октябре 2013 года Карактер присоединился к литовскому клубу «Пено жвайгждес», с которым подписал контракт до конца сезона. Но уже 19 декабря, сыграв 11 матчей в чемпионате Литвы и 4 матча в Балтийской лиге, американец после конфликта с руководством клуба покинул Литву и вернулся на родину. 29 января 2014 года Карактер вернулся в «Айдахо Стэмпид», за который выступал до конца сезона, проведя 26 матчей, в которых в среднем набирал по 14 очков.
21 сентября 2014 года Карактер подписал годичный контракт с чемпионами Бразилии, клубом «Фламенго». Он помог команде выиграть Межконтинентальный кубок 2014 года, приняв участие в обоих матчах с израильским «Маккаби». Менее чем через месяц Карактер покинул бразильский клуб и подписал контракт с греческим клубом АЕК. В январе 2015 года Карактер объявился в клубе тайваньской лиги «Юлон Лаксджин». В конце февраля американец выступал уже в чемпионате Уругвая за клуб «Атенас» из Монтевидео. В начале марта, после двух проведённых матчей, клуб расторг с ним соглашение из-за плохой физической формы. 9 марта Карактер подписал контракт с филиппинским клубом «Глобал Порт Батанг». Он хорошо проявил себя в команде, набирая в среднем 20,3 очка и 14,3 подбора за игру, но 28 марта покинул Филиппины.
14 октября 2015 года клуб Лиги развития НБА «Эри Бэйхокс» получил права на Карактера, отдав за них «Айдахо Стэмпид» пик третьего раунда будущего драфта. 31 октября Карактер присоединился к команде. За «Эри» Деррик сыграл 24 матча, в которых набирал в среднем 4,8 очка и 3,6 подбора. 2 февраля 2016 года клуб расторг контракт с Карактером. 24 февраля 2016 года Деррик оказался в израильском клубе «Хапоэль» из Рамат-Гана, выступающем в Лиге Леумит, втором дивизионе баскетбольного чемпионата Израиля.
В 2016 году Карактер недолго выступал в Доминиканской Республике за клуб «Солес де Санто». 7 сентября 2016 года он заключил контракт с чемпионом Словакии, клубом «Прьевидза». Сыграв всего два матча за «Прьевидзу», Карактер в октябре покинул команду. Уже 5 октября он вернулся в Израиль и заключил контракт с клубом второго дивизиона «Рамат-ха-Шарон». Там он выступал до конца 2016 года, набирая в среднем за игру 12,7 передачи и делая 7,5 подборов. 28 декабря 2016 года Карактер заключил контракт с клубом второго дивизиона Аргентины «Атлетико Эчагюэ Парана».

## Стиль игры
Сильная сторона Карактера — это его игра в нападении. Он хорошо действует в трёхсекундной зоне благодаря физической мощи, хорошей работе ног и большому арсеналу атакующих приёмов. У Карактера неплохой бросок крюком с обеих рук. Он хорошо выбирает позицию до приёма мяча, умело открывается под передачу и хорошо принимает мяч в движении, также сам умеет отдать хорошую передачу. При этом Карактер плохо контролирует мяч и часто его теряет, получая фолы в нападении, совершая пробежки или нарушая правило трёх секунд. В колледже 23 % ситуаций, когда он владел мячом, заканчивались потерей. Против Карактера эффективно действует двойная защита, выходя из которой, он часто теряет мяч из-за неточной передачи. Вне трёхсекундной зоны Карактер не отличается стабильным броском в прыжке, хотя и способен бросать трёхочковые (в последнем студенческом сезоне он реализовал 4 из 15 попыток, то есть 26,7 %). Бросок после разворота в пределах 3-4,5 метров от кольца также не отличается высокой точностью.
Карактер не отличается эффективностью при игре в обороне. В игре один на один в трёхсекундной зоне он умело использует свою физическую силу, чтобы удерживать позицию и сковывать перемещения противника. Но из-за недостаточно высокого для игрока передней линии роста и избыточного веса, который ограничивает его прыгучесть, он мало что может противопоставить высокому противнику, который будет бросать через него, а более подвижным оппонентам он уступает в скорости. При защите на периметре Карактер малоэффективен из-за медлительности, которая не позволяет ему хорошо перехватывать передачи или блокировать броски. Таким образом, ему сложно защищаться против манёвренных тяжёлых форвардов, умеющих бросать трёхочковые, но против играющих в силовой манере центровых Карактер в целом неплох.
Благодаря умению занимать позицию, неуступчивости, хорошей работе ног Карактер уверенно действует на подборах. Однако в НБА, где ему противостояли обычно более высокие оппоненты, его возможности для подборов были сильно ограничены. Из-за избыточного веса Карактер быстро устаёт, особенно, если ему навязывает борьбу скоростной соперник, и не может долго находиться на площадке. На протяжении большей части своей карьеры Карактер подвергался критике из-за своей лени и проблем с мотивацией как на площадке, так и за её пределами.

## Личная жизнь
Карактер воспитывался матерью-одиночкой Винни Терри, которой заботиться о сыне помогал её брат Додд. Со своим отцом Джеймсом Карактер почти не виделся. Помимо матери и дяди большое влияние на Деррика оказывал Эдди Лау, который четыре года был возлюбленным его тёти и жил в одном доме с семьёй Карактеров. Многие решения в начале карьеры Деррика обусловлены влиянием на него Лау, который имел связи в баскетбольных кругах. По словам тренера Дэна Догерти, бывшего наставником Карактера в школе Скотч-Плэйнс, Лау работал на баскетбольного агента Дэна Фегана и встречался с тётей Деррика лишь для того, чтобы иметь влияние на юное баскетбольное дарование. Когда карьера Карактера в колледже оказалась под угрозой, Лау расстался с его тётей и перестал общаться с самим Дерриком.
Во время учёбы в Луисвилле Карактер начал встречаться с Бритт Шелтон, которая была участницей университетской команды по танцам. Они вместе перевелись в Эль-Пасо и снимали отдельный дом вне кампуса.
В апреле 2011 года, вскоре после завершения своего единственного сезона в НБА, Карактер был арестован в Новом Орлеане. Сообщалось, что он, явившись в ресторан в состоянии алкогольного опьянения, грубо схватил, а затем толкнул женщину-кассира, после чего оказывал сопротивление при аресте. Поскольку женщина не получила травм, в тот же день Карактер вышел под залог в 1000 долларов.

## Статистика
| Сезон     | Команда  | И  | ИС | МИН  | ПП%  | 3О%  | ШБ%  | ПДБ | ПРД | ПРХ | БЛ  | ПФ  | ПТР | ОЧК  |
| 2006/2007 | Луисвилл | 18 | 2  | 13,3 | 55,8 | 0    | 52,7 | 3,9 | 0,3 | 0,3 | 0,4 | 2,9 | 1,7 | 8,1  |
| 2007/2008 | Луисвилл | 35 | 12 | 16,9 | 55,2 | 100  | 63,0 | 4,5 | 0,5 | 0,6 | 0,9 | 3,1 | 1,8 | 8,3  |
| 2009/2010 | УТЭП     | 27 | 22 | 26,7 | 56,7 | 26,7 | 67,2 | 8,1 | 1,1 | 1,0 | 0,9 | 3,0 | 2,9 | 14,1 |

| Сезон     | Команда | И  | ИС | МИН | ПП%  | 3О% | ШБ%  | ПДБ | ПРД | ПРХ | БЛ  | ПФ  | ПТР | ОЧК |
| 2010/2011 | Лейкерс | 41 | 0  | 5,2 | 48,5 | 0   | 73,9 | 1,0 | 0,2 | 0,1 | 0,2 | 1,1 | 0,5 | 2,0 |